# Моліна-де-Арагон
Моліна-де-Арагон (ісп. Molina de Aragón) — муніципалітет в Іспанії, у складі автономної спільноти Кастилія-Ла-Манча, у провінції Гвадалахара. Населення — 3646 осіб (2010).
Муніципалітет розташований на відстані близько 160 км на схід від Мадрида, 110 км на схід від Гвадалахари.
На території муніципалітету розташовані такі населені пункти: (дані про населення за 2010 рік)
- Анчуела-дель-Педрегаль: 8 осіб
- Кубільєхо-де-ла-Сьєрра: 52 особи
- Кубільєхо-дель-Сітіо: 36 осіб
- Моліна: 3533 особи
- Тордельпало: 17 осіб

## Демографія
Динаміка населення (INE ):

## Галерея зображень

Розташування муніципалітету у провінції Гвадалахара
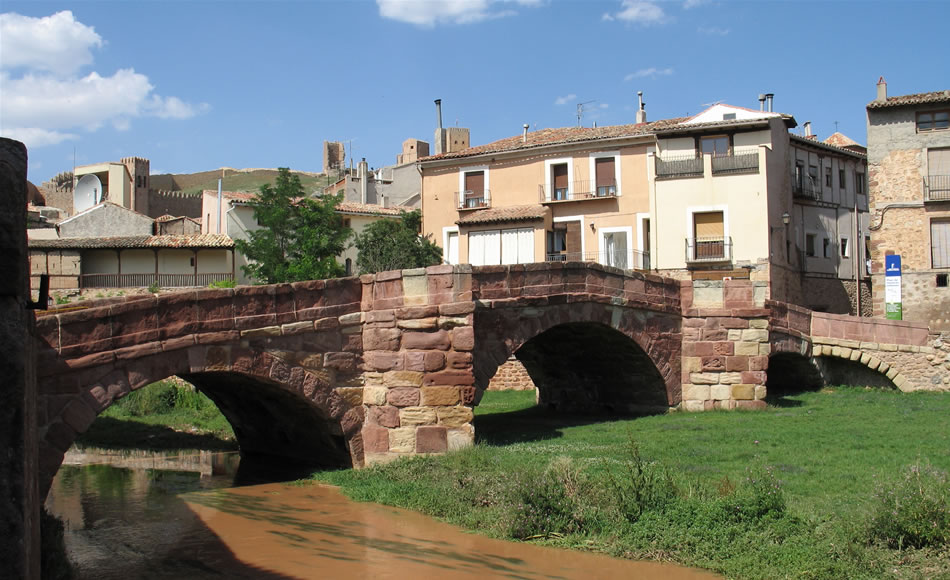
Старий міст, Моліна-де-Арагон
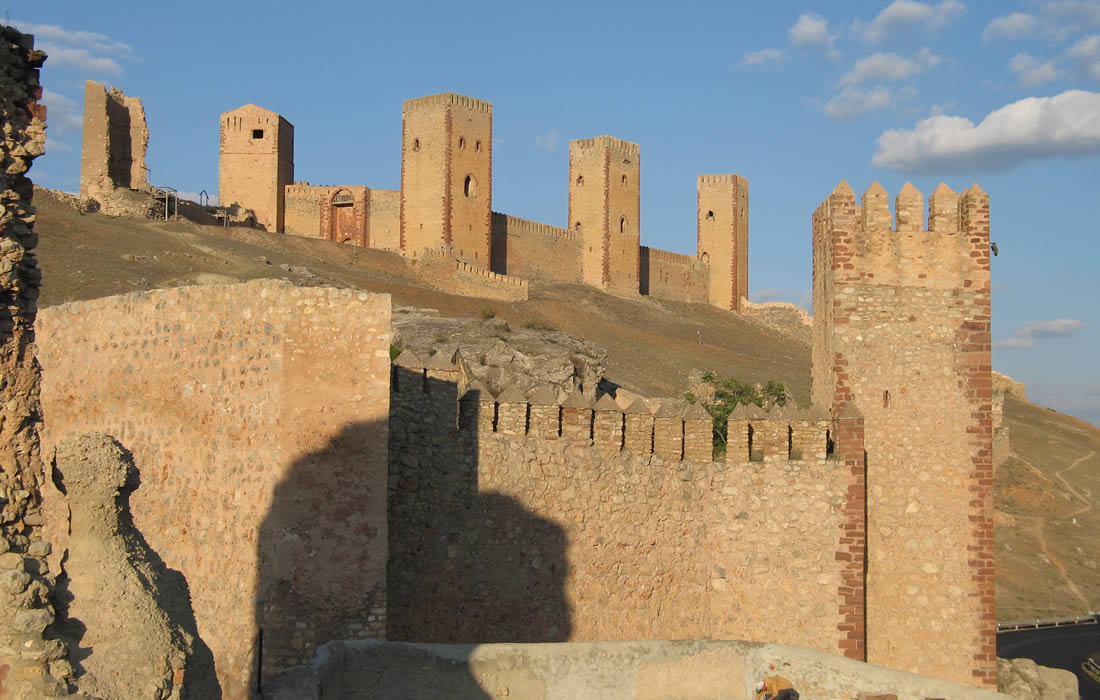
Замок Моліни-де-Арагон
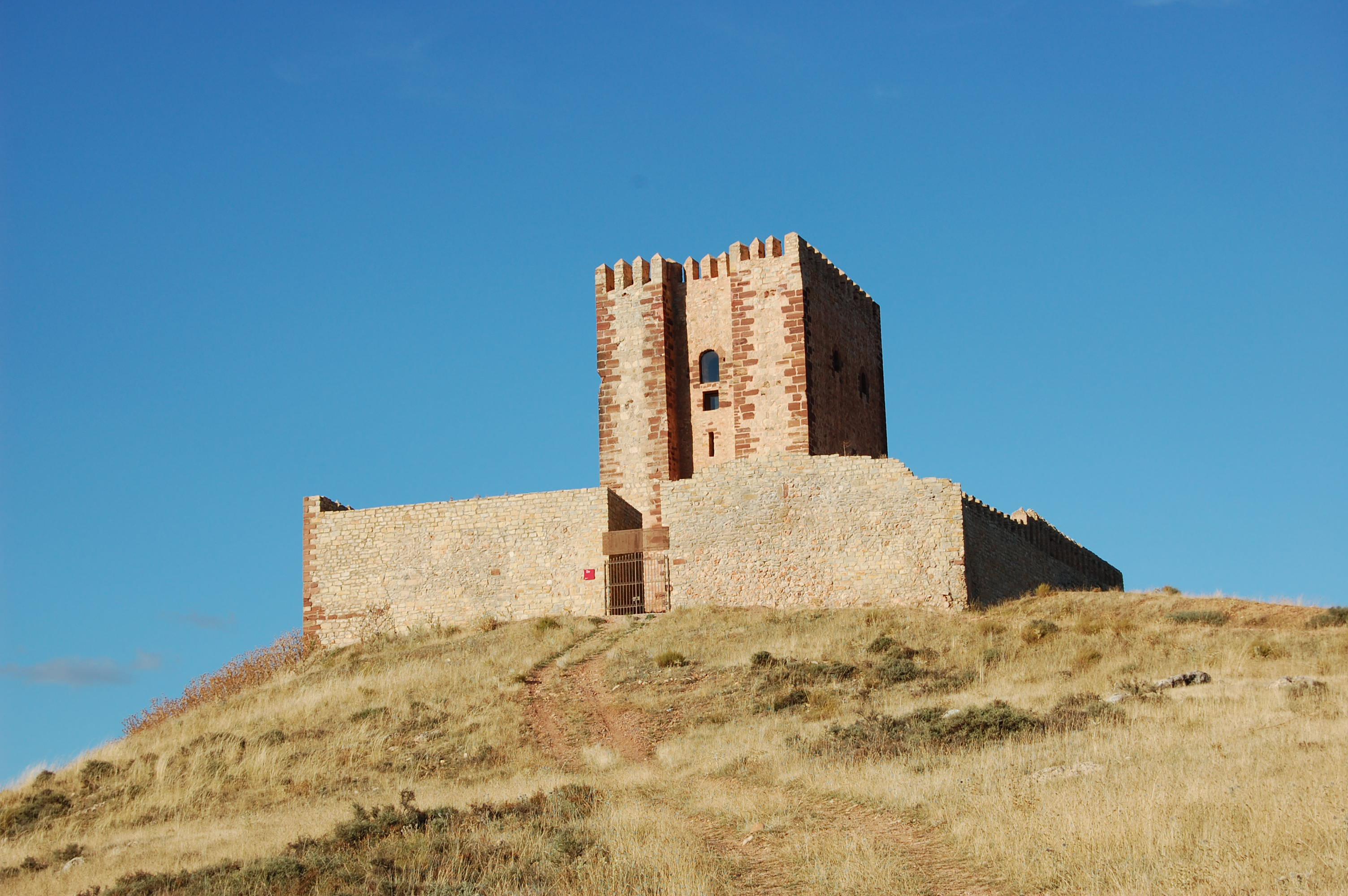
Вежа Торре-де-Арагон, Моліна-де-Арагон